# 鹿野勇之進
鹿野 勇之進（かの ゆうのしん、1851年10月8日（嘉永4年9月14日） -  1914年（大正3年）4月7日）は、日本の海軍軍人、政治家、華族。海軍中将正四位勲二等功三級男爵。貴族院議員。

## 経歴
信濃国松代藩士鹿野外守泰敬の子。明治4年（1871年）9月、海軍兵学寮（5期）に入学。1879年（明治12年）9月、海軍少尉任官。1885年（明治18年）9月、「筑波」分隊長となり、海軍兵学校教授兼生徒分隊長、「扶桑」分隊長、海軍大学校副官、海軍参謀部第1課員などを経て、1890年（明治23年）10月、海軍少佐に昇進。
1891年（明治24年）4月、「松島」回航事務取扱委員、同副長、練習船「干珠」艦長、横須賀水雷隊攻撃部司令などを歴任し、日清戦争では「西京丸」艦長として出征した。1895年（明治28年）1月、海軍大佐に進級。同年6月、「武蔵」艦長に就任し、「八重山」「須磨」「浪速」「富士」の各艦長、横須賀鎮守府参謀長、横須賀海兵団長などを経て、1903年（明治36年）7月、海軍少将に進み佐世保港務部長兼佐世保予備艦部長に就任し日露戦争を迎えた。
1906年（明治39年）5月、横須賀港務部長兼横須賀予備艦部長に異動。1907年（明治40年）3月、海軍中将となり馬公要港部司令官を勤めた。同年9月、男爵の爵位を授爵し華族となる。1909年（明治42年）12月に待命となり、1911年（明治44年）4月17日、予備役に編入。1914年（大正3年）3月1日に後備役となる。
1912年（明治45年）3月30日、補欠選挙で貴族院男爵議員に選出され、死去するまで在任した。

## 栄典
位階
- 1885年（明治18年）9月16日 - 正七位[6]
- 1891年（明治24年）12月16日 - 従六位[7]
- 1895年（明治28年）3月14日 - 正六位[8]
- 1898年（明治31年）3月8日 - 従五位[9]
- 1903年（明治36年）4月20日 - 正五位[10]
- 1907年（明治40年）5月10日 - 従四位[11]
- 1911年（明治44年）5月10日 - 正四位[12]

勲章等
- 1889年（明治22年）5月13日 - 勲六等瑞宝章[13]
- 1894年（明治27年）11月24日 - 勲五等瑞宝章[14]
- 1895年（明治28年）
  - 9月27日 - 双光旭日章・功四級金鵄勲章[15]
  - 11月18日 - 明治二十七八年従軍記章[16]
- 1900年（明治33年）5月31日 - 勲四等瑞宝章[17]
- 1902年（明治35年）5月10日 - 明治三十三年従軍記章[18]
- 1904年（明治37年）11月29日 - 勲三等瑞宝章 [19]
- 1906年（明治39年）4月1日 - 勲二等旭日重光章・功三級金鵄勲章・明治三十七八年従軍記章[20]
- 1907年（明治40年）9月21日 - 男爵 [21]